# زاویه حمودی
زاویه حمودی، روستایی از توابع بخش مرکزی شهرستان دزفول در استان خوزستان ایران است.

## جمعیت
این روستا در دهستان قبله‌ای قرار دارد و براساس سرشماری مرکز آمار ایران در سال ۱۳۸۵، جمعیت آن ۵۲۳ نفر (۱۰۷خانوار) بوده است.